# 尔苏语群
尔苏语群，或被归类为尔苏语组、尔苏语支（Ersu languages），爲藏缅语族羌语群南羌语支下语言属系，分佈在四川雅安市汉源县、凉山彝族自治州冕宁县等多个县，有2000余尔苏藏族使用，主要有尔苏话、多续话、栗苏语。 与木雅语、西夏语关系密切。
尔苏语使用者生活在中国四川甘孜藏族自治州、凉山彝族自治州和雅安市几个县。大多数被中国政府划为藏族，也有些被识别为汉族。老年人尚能说尔苏语，年轻人还说汉语或彝语。
尔苏沙巴文是一种类文字象形符号系统。这个系统中文字的颜色也有含义，是受汉字启发，在11世纪创制。

## 语言
有3种尔苏语(Yu 2012)。
- 尔苏话(东部) - 1.3万(Sun 1982)
- 栗苏话(西部) - 4千(Sun 1982)；7千(Chirkova 2008)
- 多续话(中部) - 3千(Sun 1982)；几乎无人(Chirkova 2008)

Yu (2012)的尔苏语群分类如下，创新以圆括号标出。
原始尔苏语
- 多续话
- 尔苏话(形容词前缀ja-)
  - 汉源
  - 则落/清水 (*ui- > ri-、*tɕ- > ts-等)
- 栗苏话 (*j- > ɲ-、*Ke > Kɯ、*riu > ri)
  - 冕宁 (龈腭音分化)
  - 中部(*st- > k-、*HC- > C-)
    - 乃渠
    - 卡拉 [来自Chirkova 2008]
    - 卡拉 [来自Huang & Renzheng 1991]

## 语法
尔苏语是一种主宾谓语序语言。有3个声调。